# Daniel Morad
Daniel Morad, né le 24 avril 1990 à Markham au Canada, est un pilote automobile canadien.

## Carrière
En 2017, Daniel Morad poursuit son aventure avec l'écurie Alegra Motorsports et participa au championnat WeatherTech SportsCar Championship aux mains d'une Porsche 911 GT3 R,. La saison a commença de la meilleure manière car lors des 24 Heures de Daytona, après une course disputée, la Porsche 911 GT3 R a franchi la ligne d'arrivée en première position. Le reste de la saison fût moins bonne malgré une deuxième position aux Petit Le Mans et une troisième position aux Northeast Grand Prix. Il participa également au Pirelli World Challenge avec l'écurie CRP Racing. Il a fini en 2e position de ce championnat avec deux victoires à son actif.
En 2018, Daniel Morad a eu une année sportive plus calme en ne participant qu'à deux manches du championnat WeatherTech SportsCar Championship. Tout d'abord, les 6 Heures de Watkins Glen avec l'écurie P1 Motorsports qu'il finit a une anonyme 18e place puis les Petit Le Mans avec l'écurie Land Motorsport qu'il finit a une 8e place. Il participa également au Pirelli World Challenge avec l'écurie CRP Racing. Il a fini en 8e position de ce championnat avec un podium a son actif.
En 2019, Daniel Morad voit sa classification FIA évoluer et est passé de Silver à Gold. Il poursuivit également sa collaboration avec l'écurie Land Motorsport dans le championnat WeatherTech SportsCar Championship pour les manches du NAEC,. Pour les 24 Heures de Daytona, après avoir pensé boucler l'épreuve en 2e position, la voiture fût déclassée et perdra son podium pour cause de temps minimum prévu par le règlement non respecté.

## Palmarès

### Championnat WeatherTech SportsCar
| Année | Ecurie                          | Châssis           | Moteur                     | Classe | 1      | 2      | 3      | 4     | 5      | 6     | 7      | 8     | 9      | 10    | 11    | 12    | Position | Points |
| ----- | ------------------------------- | ----------------- | -------------------------- | ------ | ------ | ------ | ------ | ----- | ------ | ----- | ------ | ----- | ------ | ----- | ----- | ----- | -------- | ------ |
| 2016  | Alegra Motorsports              | Riley Mk XXVI DP  | Dinan (en) (BMW) 5,0 l V8  | P      | DAY    | SEB 11 | LBH    | LS    | DET    | WGL   | MSP    | LRP   | ELK    | VIR   | AUS   | ATL   | 35e      | 21     |
| 2017  | Alegra Motorsports              | Porsche 911 GT3 R | Porsche 4,0 l Flat-6 Atmo  | GTD    | DAY 1  | SEB 10 | LBH 12 | AUS 7 | DET 10 | WGL 7 | MSP 15 | LIM 3 | ELK 11 | VIR 9 | LS 16 | ATL 2 | 8e       | 281    |
| 2018  | P1 Motorsports                  | Mercedes-AMG GT3  | Mercedes-AMG M159 6,2 l V8 | GTD    | DAY 22 | SEB 4  | MOH    | BEL   | WGL 16 |       |        |       |        |       |       |       | 43e      | 40     |
| 2018  | Montaplast avec Land Motorsport | Audi R8 LMS Evo   | Audi 5,2 l V10 Atmo        | GTD    |        |        |        |       |        | MOS   | LIM    | ELK   | VIR    | LGA   | ATL 6 |       | 43e      | 40     |
| 2019  | Montaplast avec Land Motorsport | Audi R8 LMS Evo   | Audi 5,2 l V10 Atmo        | GTD    | DAY 22 | SEB 4  | MOH    | BEL   | WGL 8  | MOS   | LIM    | ELK   | VIR    | LGA   |       | ATL 2 | 28e      | 92     |